# Zealandoberis micans
Zealandoberis micans är en tvåvingeart som först beskrevs av Frederick Wollaston Hutton 1901.  Zealandoberis micans ingår i släktet Zealandoberis och familjen vapenflugor. Inga underarter finns listade i Catalogue of Life.